# Атанов, Александр Михайлович
Александр Михайлович Атанов (1936—2019) — советский и российский передовик промышленного производства, рабочий-нефтяник, лауреат Государственной премии СССР.
В 1959 году после службы в армии приехал в г. Отрадный.
Работал трактористом автотранспортной конторы треста буровых работ № 2, буровым рабочим цеха капитального ремонта скважин, оператором по подземному ремонту скважин, бурильщиком цеха законтурного заводнения нефтегазодобывающего управления «Первомайнефть» объединения «Куйбышевнефть».
С 1969 по 1999 год бурильщик бригады капитального ремонта цеха подземного и капитального строительства базы производственного обслуживания НГДУ «Первомайнефть», с 1999 по 2003 год слесарь цеха подземного и капитального ремонта скважин ОАО «Самаранефтегаз».
В 1983 году присуждена Государственная премия СССР — за большой личный вклад в наращивание темпов добычи нефти и газа. Награждён орденами Трудовой Славы III степени и «Знак Почёта», медалями.
Умер 1 февраля 2019 года после продолжительной болезни.